# 大紅柳灘

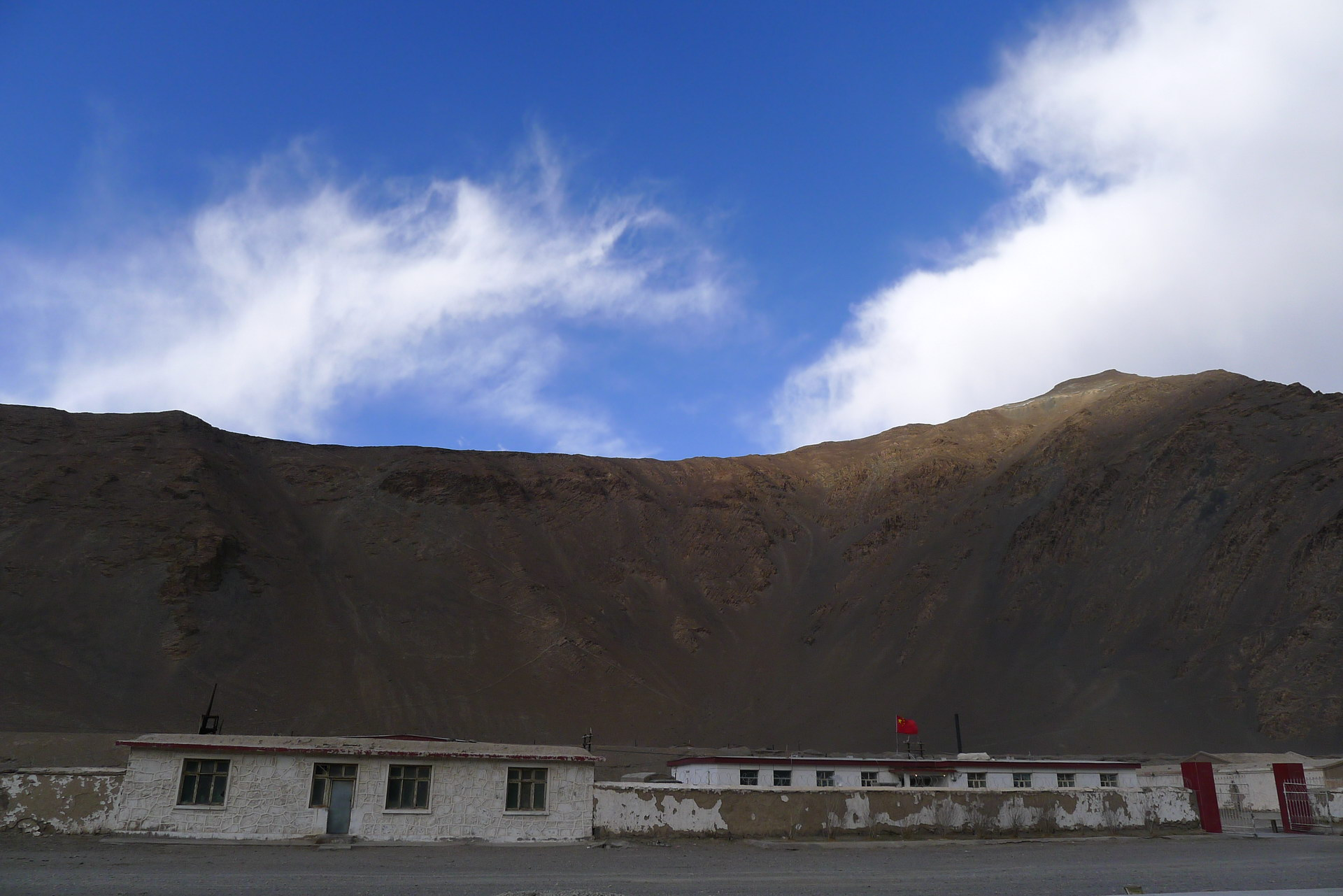
大紅柳灘の軍の駅

大紅柳灘（だいこうりゅうたん、中国語: 大红柳滩）は中国新疆ウイグル自治区最南部の崑崙山脈にある渓谷（北緯36度0分 東経79度12分 / 北緯36.000度 東経79.200度座標: 北緯36度0分 東経79度12分 / 北緯36.000度 東経79.200度）で、ホータン川上流のカラカシュ川水系である。2018年9月、このあたり600キロに渡って、四川省西部のレアメタル地帯に匹敵するレアメタル（希少金属）の層が発見されたと発表されている
。

## 交通
ホータン市から国道G219線をカラカシュ川に沿って崑崙山脈へ登り、インドとの係争が続いているカシミールのアクサイチン地区に入る直前にある。国道はその先、チベットのラサへ続く。

## 参照項目
- 黒玉河
- レアメタル